# Fonchiiichthys uracanthus
Fonchiiichthys uracanthus — єдиний вид роду Fonchiiichthys з групи Rineloricaria триби Loricariini з підродини Loricariinae родини Лорікарієві ряду сомоподібні. Названо на честь вченої-іхтіолога Фуньчі Чан, працівника Музею природної історії (Перу).

## Опис
Загальна довжина сягає 16,5 см. Голова широка, сплощена зверху, помірної довжини. Очі помірно великі, розташовані на верхній частині голови. Тулуб витягнутий, кремезний. Спинний плавець дещо довгий. Грудні плавці великі, широкі. Між ними є клейковий апарат, за допомогою якого цей сом чіпляється до каміння та гілля. Жировий плавець відсутній. Черевні плавці значно поступаються грудним. Анальний плавець невеличкий. Хвостовий плавець подовжений.
Забарвлення коричневого кольору, з дрібними світлими цятками у передній частині тулуба. Голова темніше.

## Спосіб життя
Є демерсальною рибою. Воліє до чистих й прісних вод. Зустрічається в річках і струмках з помірною течією на висоті 20-160 м над рівнем моря. Вдень ховаються серед корчів або каменів. Активні вночі та присмерку. Живляться детритом і дрібними донними безхребетними.

## Розповсюдження
Поширено в водоймах Центральної Америки, річках, що впадають до Тихого й Атлантичного океанів.